# Consonante nasale
In fonetica articolatoria, una consonante nasale è una consonante che, dal punto di vista del modo di articolazione, è caratterizzata da una risonanza che si realizza quando il canale orale viene ostruito, mentre il velo palatino rimane abbassato, in posizione di riposo, permettendo il deflusso dell'aria proveniente dai polmoni dalle fosse nasali.
Dal momento che, nella realizzazione delle nasali, vengono anche frapposti degli ostacoli al passaggio dell'aria in vari punti della bocca, alcuni fonetisti considerano queste consonanti un sottogruppo delle occlusive, ma bisogna considerare che il fuoriuscire dell'aria dal naso non permette l'accumularsi della stessa contro l'ostacolo, il che non produce il tipico suono delle occlusive, simile ad uno schiocco, che si ha quando l'ostacolo viene bruscamente rilasciato.

## Le consonanti
Le consonanti nasali sono quasi sempre sonore, cioè le corde vocali entrano sempre in funzione nella produzione di questo suono. Esistono tuttavia anche le nasali sorde, come ad esempio in islandese. Inoltre esse sono consonanti continue, vale a dire che possono essere prolungabili a piacere.

### Lista delle consonanti nasali
L'alfabeto fonetico internazionale classifica le seguenti consonanti nasali:
- [m] nasale bilabiale
- [ɱ] nasale labiodentale
  - [ɱ̊] nasale labiodentale sorda
- [n] nasale alveolare
  - [n̪] nasale dentale
- [ɳ] nasale retroflessa
- [ɲ] nasale palatale
- [ŋ] nasale velare
  - [ŋ̊] nasale velare sorda
- [ɴ] nasale uvulare
  - [ɴ̥] nasale uvulare sorda
- [ŋ͡m] nasale labiovelare

### Le nasali in italiano
In italiano sono di norma presenti tre fonemi nasali: la bilabiale /m/, l'alveolare /n/ e la palatale /ɲ/, resa graficamente con il digramma ⟨gn⟩ (si veda ad esempio l'opposizione tra semi ~ seni ~ segni). In posizione preconsonantica, però, le opposizioni tra le nasali si neutralizzano, e si avranno solo delle varianti combinatorie, omorganiche alla consonante successiva (cioè con lo stesso luogo di articolazione di quest'ultima). Così in Giampiero si ha la nasale bilabiale [m] davanti alla occlusiva bilabiale sorda [p]. Analogamente, davanti a fricativa labiodentale sorda o sonora [f] e [v] si presenterà la labiodentale [ɱ] (come, per esempio, in anfora o in inverno). Allo stesso modo, di fronte a velare [k] o [ɡ], la nasale sarà anch'essa velare (quindi [ŋ]; vedi Nasale velare), come in anche o in anguria.
Che il punto di articolazione delle consonanti nasali risulti analogo a quello delle consonanti che ad esse seguono è un fenomeno fonologico comune all'italiano e a moltissime altre lingue. Non si tratta di processi coscienti, anche perché le diverse realizzazioni non hanno valore distintivo (non individuano, cioè, significati diversi).

## Nasalizzazione
La nasalizzazione è anch'esso un processo di assimilazione in cui a influenzare i foni contigui, questa volta, è la consonante nasale. La nasalizzazione riguarda indifferentemente consonanti e vocali, ma è in queste ultime che si fa maggiormente sentire: una vocale articolata prima di una nasale, infatti, assume un tratto nasalizzato che nell'IPA viene indicato con il simbolo della tilde (˜) posto sopra la vocale in questione. Per esempio, la parola anche in alfabeto fonetico si trascrive: [ˈãŋke].
Accade anche che la consonante, dopo aver prodotto nasalizzazione nella vocale precedente, cada, com'è successo nel latino bonum che ha dato il milanese "bon", pronunciato [bũː].
Viceversa, una vocale nasale può perdere questo tratto (si parla allora di denasalizzazione). Si veda ad esempio il bergamasco [bu] "buono", che discende da forme con vocale nasale, come il milanese.
Infine, la nasalizzazione può anche essere spontanea, senza la presenza di una nasale precedente, come accade nel berbero della Cabilia per le vocali in fine di parola, ad esempio "tira" (pronuncia [θirã]) che significa "scrittura". Fenomeni di questo tipo sono relativamente frequenti nelle lingue semitiche, dove sono noti col nome di mimazione e di nunazione.

## Caratteristiche fisiche
In fonetica acustica, cioè considerando le nasali da un punto di vista fisico, si nota che le loro manifestazioni spettro-acustiche (cioè il loro sonagramma) mostrano una struttura molto simile a quella delle vocali, ma più debole.   
La frequenza formante F1, proporzionale al grado di apertura del canale orale (cioè alla distanza tra lingua e palato), ha sempre un valore medio di 300 Hz, simile a quello delle vocali più alte come la [u] e la [i]. La frequenza formante F2, invece, proporzionale al grado di anteriorità del fono (vale a dire che sarà più alto man mano che la lingua assume una posizione più avanzata all'interno della bocca), assume valori diversi in relazione al luogo di articolazione.

## La percezione
Nella fonetica uditiva, che si occupa di studiare in che modo l'orecchio percepisce e classifica i suoni, si osserva che la percezione delle consonanti nasali è in gran parte affidata alle vocali adiacenti, le quali infatti si nasalizzano. Il fatto è confermato da un test di laboratorio che, cancellando artificialmente la nasalizzazione della vocale successiva, ha appurato che così facendo viene riconosciuta non la nasale, ma la consonante occlusiva corrispondente (cioè con lo stesso luogo di articolazione); si è fatto anche l'esperimento inverso, vale a dire far seguire una consonante occlusiva come la [d] da una vocale nasalizzata, e si è osservato che il risultato percettivo prevalente era [n].